# André Ristum
André Ristum (Londra, 7 dicembre 1971) è un regista e sceneggiatore brasiliano.

## Biografia
Nato a Londra da genitori brasiliani, è cresciuto dapprima a Roma e poi negli USA, dove ha conseguito la laurea all'Università di New York. Dal 1996 vive prevalentemente in Brasile. Ha fatto da assistente alla regia per Bernardo Bertolucci. 
Nel 2011 ha diretto per la prima volta un lungometraggio, Il mio paese, girato anche a Roma, con protagonista Rodrigo Santoro. Nello stesso anno l'opera è stata presentata al Festival de Brasília, dove ha vinto cinque premi, uno dei quali è stato conferito a Ristum per la miglior regia. 
Nel 2024 ha annunciato la realizzazione di Tecnicamente dolce, film basato su una sceneggiatura del defunto regista Michelangelo Antonioni. 